# دبلجة الأنمي

المحقق كونان من أشهر الأنيميات المدبلجة من قبل مركز الزهرة.

دبلجة الأنمي هي عملية تحويل سيناريو الأنمي من لغة إلى لغة أخرى، عن طريق تركيب أداء صوتي بديلًا للنص الأصلي. سبب هذه العملية هي عدم اتقان شعوب العالم جميعًا للغة اليابانية، مما دفع لدبلجة الأعمال إلى لغات أخرى مثل اللغة العربية واللغة الإنجليزية وغيرها.
مر عملية الدبلجة بعدة مراحل لكي تصبح قانونية بعيدة عن السرقة وحقوق الطبع، أول تلك المراحل وأهمها هي شراء حقوق العمل من الشركة المنتجة. ثم الاعتماد على الاستوديوهات المشهورة في مجال الدبلجة، لبدء العملية. وأخيرًا بيع وتسويق العمل المحلات التابعة لشركة صاحبة الحقوق.

## أستديوهات تدبلج الأنمي في العالم العربي
- شركة الشرق الأدنى للإنتاج الفني
- مؤسسة الإنتاج البرامجي المشترك
- راكتي للإنتاج والتوزيع الفني
- مركز الزهرة
- إيمدج برودكشن هاوس
- استديو اكس للإنتاج الفني
- أستوديو تنوير جوزيف سمعان
- المركز العربي للخدمات السمعية والبصرية

## مركز الزهرة
مركز الزُّهرة هي شركة سورية متخصصة في دبلجة الرسوم المتحركة وبرامج الأطفال إلى اللغة العربية وخاصة الأنمي الياباني، وهو حاليًّا الإستوديو الوحيد الذي يُدبلج الأنمي في الوطن العربي من اللغة اليابانية. مقر الشركة يقع في العاصمة السورية دمشق في منطقة الجمارك. ويمتاز المركز بسياسة التشديد على النطق الصحيح للغة العربية الفصحى في دبلجته، ومطابقته لحركة الشفاه أثناء الدبلجة، والحفاظ على الطبقات الصوتية.